# Gösta Fraenckel

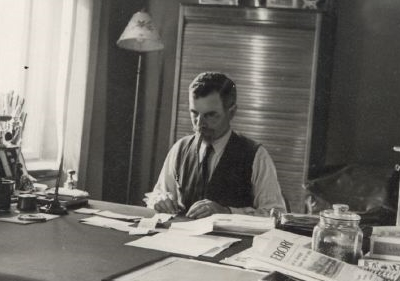
Gösta Fraenckel, även kallad "det flygande skägget".

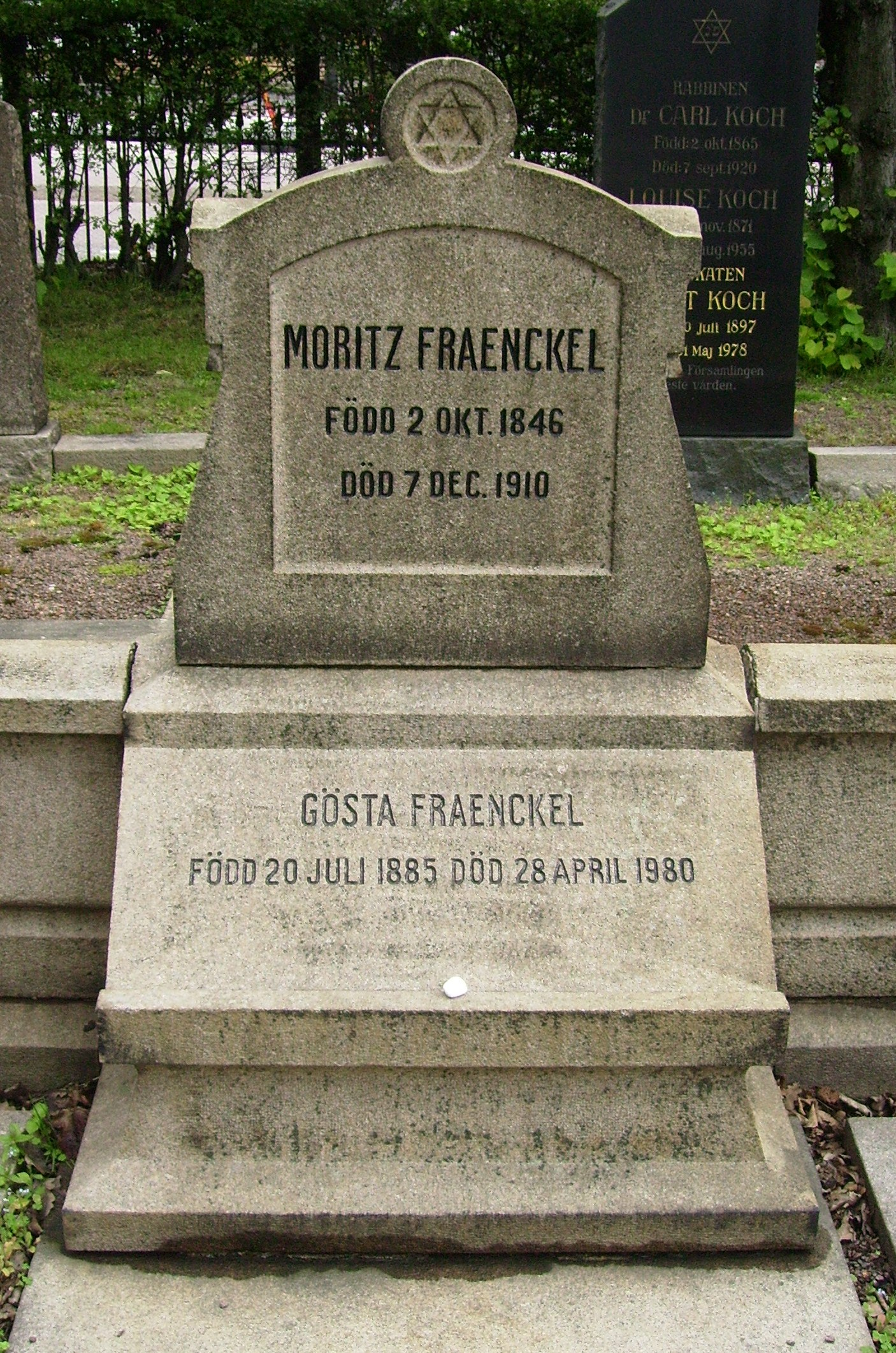
Gösta Fraenckels gravvård på Mosaiska begravningsplatsen i Göteborg

Gösta Josef Fraenckel, född 20 juli 1885 i Göteborg, död 28 april 1980 i Göteborg, var en svensk grosshandlare.

## Biografi
Fraenckel var son till grosshandlaren Moritz Fraenckel och Amelie Bensow. 1913 gifte han sig med Hervor Hjelt, dotter till överste Uno Hjelt och Pauline Bensow.
1904 tog Fraenckel studentexamen vid Göteborgs realläroverk. Samma år avlade han kandidatexamen i matematik och året därpå även i kemi vid Uppsala universitet. Han var underlöjtnant vid Göta artilleriregementes reserv 1906-1911. Sin merkantila utbildning erhöll han genom erfarenheter som volontär hos bankfirman Warburg i Hamburg och trävarufirman Cerf i Paris åren 1906–1908. Han inträdde 1908 i firman Moritz Fraenckel & Co.
1911 blev Fraenckel ledamot i styrelsen för Mosskulturföreningen och invaldes 1919 till ledamot av Lantbruksakademien.
Fraenckel skaffade körkort 1912 och gjorde flera för denna tid äventyrliga, långväga och omskrivna bilresor, bland annat till Konstantinopel (nuvarande Istanbul) 1927 och Tunis 1930. Han var en flitig skribent och debattör i trafikpolitiska frågor.
1933 tog Fraenckel flygcertifikat, och uppvaktades på sin 50-årsdag 1935 med ett tvåsitsigt flygplan av typen Moth Major. Han blev känd för sina så kallade "kikhosteflygningar" från Torslanda, där ett kikhostedrabbat barn inbjöds att flyga under en timmes tid på tusen meters höjd, sittande i sin förälders knä. Behandlingsmetoden fick aldrig medicinskt stöd, men intaget av frisk och hög luft föreföll vara uppskattat av dem som deltog.
Tillsammans med sin dotter Karin författade han två barnböcker.
Gösta Fraenckels arkiv förvaras av Landsarkivet i Göteborg.

### Bil- och flygresor
- 1930 -  En bilresa till Tunis.: Tripolis och Alger. Dagboksanteckningar 25/2 - 15/5 1930. 150 originalfotos.. Göteborg. Libris 2655232
- 1931 -  Till Ishavet genom färgade glasögon.. Stockholm: Seelig. Libris 1354350
- 1953 -  Höjdflygning mot kikhosta: 1940-1953. [Göteborg]. Libris 11107063

### Barnböcker
- 1945 - Fraenckel, Karin; Fraenckel Gösta. Jöns' födelsedagspresent. Stockholm: Seelig. Libris 1397810
- 1946 - Fraenckel, Karin; Fraenckel Gösta. Jöns på cykeltur till Grönköping. Göteborg: Gumpert. Libris 1397811